# As the Shadows Rise
As the Shadows Rise es un EP de la banda de Black metal, Emperor. El disco se ha publicado en diferentes versiones. La portada es un grabado en madera por Gustave Doré (1832-1883). Otras bandas, como Dimmu Borgir han utilizado su trabajo también.
Las canciones 1 y 3 fueron incluidas en el álbum recopilatorio True Kings of Norway.

## Lista de canciones
1. "The Ancient Queen" – 3:25
2. "Lord of the Storms" – 1:46
3. "Witches Sabbath" – 5:23

## Créditos
- Ihsahn – voces, guitarras y teclados
- Samoth – guitarras
- Mortiis – bajo
- Faust – batería

- Datos: Q1706401